# لوكهيد مارتن
لوكهيد مارتن (بالإنجليزية: Lockheed Martin)، شركة أمريكية، هي أكبر شركة للصناعات العسكرية في العالم من حيث الدخل، توظف حوالي 140000 شخص. قامت الشركة بتطوير أول طائرة تستخدم تقنية التخفي من الرادار والتي دخلت الخدمة في سلاح الجو الأمريكي تحت اسم
أف 117 نايت هوك.
وكانت تصنع العديد من الطائرات المدنية مثل لوكهيد إل-1011 تراى ستار. وتقوم الشركة حاليا بتصنيع طائرة الجيل الخامس الأمريكية أف 22 رابتور كما فازت بعقد تصنيع مركبات الفضاء أورايون والتي خلفت مكوك الفضاء بعد تقاعد أسطوله عام 2010. يقع مقر إدارة الشركة في مدينة بيثيسدا، ماريلاند في ولاية ماريلاند الأمريكية.

## تاريخ الشركة

### 1990s
بدأت محادثات الاندماج بين شركة لوكهيد ومارتن ماريتا في مارس 1994 ، مع إعلان الشركات عن اندماجها المخطط له بقيمة 10 مليارات دولار في 30 أغسطس 1994. سيكون المقر الرئيسي للشركات المدمجة في مقر مارتن ماريتا في شمال بيثيسدا، ميريلاند. تم الانتهاء من الصفقة في 15 مارس 1995، عندما وافق مساهمو الشركتين على الاندماج. شكلت قطاعات الشركتين التي لم تحتفظ بها الشركة الجديدة الأساس لشركة إل3 تكنولوجيز، وهي شركة دفاعية متوسطة الحجم في حد ذاتها. كما انفصلت شركة لوكهيد لاحقًا عن شركة المواد مارتين ماريتا للمواد.
وبحسب ما ورد تلقت الشركة إعانات بمليارات الدولارات لإكمال الاندماج. كما تلقى التنفيذيون مكافآت كبيرة مباشرة من الحكومة نتيجة الاندماج. تلقى نورمان آر أوغسطين الذي كان في ذلك الوقت الرئيس التنفيذي لمارتن ماريتا مكافأة قدرها 8.2 مليون دولار. وقد عارض السناتور بيرني ساندرزذلك بشدة
ساهمت كلتا الشركتين بمنتجات مهمة في الاندماج الجديد. وشملت منتجات شركة لوكهيد صاروخ ترايدنت، لوكهيد بيه-3 أوريون طائرة دورية، U-2 ولوكهيد إس آر-71 بلاك بيرد طائرة استطلاع، إف - 117 نايت هوك، جنرال دايناميكس إف-16 فايتينغ فالكون، لوكهيد مارتن إف-22 رابتور، لوكهيد سي-130 هيركوليز، لوكهيد مارتن إيه-4إيه آر فايتنغهوك والقمرDSCS-3 . تيتان، مختبرات سانديا الوطنية (تم الحصول على عقد إداري في عام 1993), خزان خارجي للمكوك الفضائي، فايكينغ 1 وفايكينغ 2 , أوربيتال ساينسيز) ونماذج أقمار صناعية مختلفة.
في 22 أبريل 1996، أكملت شركة لوكهيد مارتن الاستحواذ على شركة لورال كوربوريشن للإلكترونيات الدفاعية وتكامل الأنظمة ‏ مقابل 9.1 مليار دولار، وقد تم الإعلان عن الصفقة في يناير. ما تبقى من شركة لورال أصبح يطلق عليها لورال للاتصالات والفضاء. تخلت شركة لوكهيد مارتن عن خطط اندماج بقيمة 8.3 مليار دولار مع شركة نورثروب جرومان في 16 يوليو 1998 ، بسبب مخاوف الحكومة بشأن القوة المحتملة للمجموعة الجديدة؛ كان من الممكن أن تتحكم شركة لوكهيد / نورثروب في 25٪ من ميزانية مشتريات وزارة الدفاع.
بالنسبة لمركب كوكب المريخ المداري، زودت شركة لوكهيد مارتن وكالة ناسا بشكل غير صحيح ببرمجيات تستخدم قياسات في وحدات القياس العرفية الأمريكية عندما كان من المتوقع وجود مقياس؛ أدى ذلك إلى خسارة مركبة فضائية بتكلفة 125 مليون دولار. تكلفة تطوير المركبة الفضائية 193.1 مليون دولار.
بالإضافة إلى منتجاتها العسكرية، طورت الشركة في تسعينيات القرن الماضي شريحة رسم خرائط النسيج Sega Model 2 المستخدمة في ألعاب آركيد، ونظام الرسوميات بالكامل لـ Sega Model 3، والتي تم استخدامها لتشغيل بعض أكثر ألعاب الآركيد المشهورة في ذلك الزمن

### من عام 2000

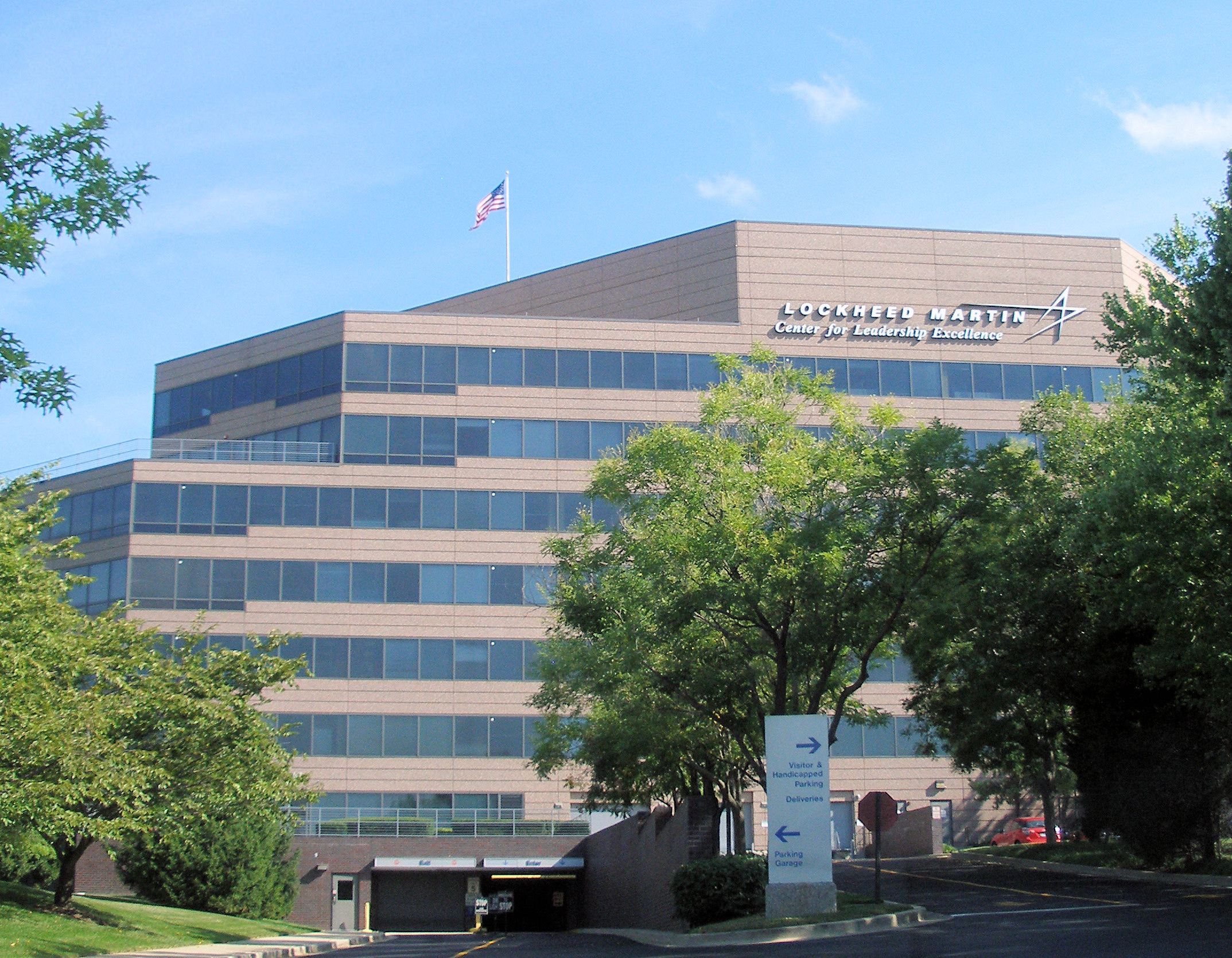
مركز لوكهيد مارتن السابق للتميز في القيادة (Center For Leadership Excellence CLE) الذي كان يقع بالقرب من مقر الشركة الرئيسي.

في مايو 2001، باعت شركة لوكهيد مارتن "لوكهيد مارتن لسيطرة الانظمة لشركة BAE للانظمة. في 27 نوفمبر 2000، أكملت شركة لوكهيد بيع أعمالها في مجال أنظمة الفضاء الإلكترونية لشركة انظمة BAE مقابل 1.67 مليار دولار أمريكي، وهي صفقة أُعلنت في يوليو 2000. ضمت هذه المجموعة شركة اتحاد ساندرز ‏ وانظمة فارشيلد وشركة لوكهيد مارتن للفضاء والالكترونيات والاتصالات LMSEC. في عام 2001، فازت شركة لوكهيد مارتن بعقد لبناء لوكهيد مارتن إف-35 لايتنيغ الثانية؛ كان هذا أكبر مشروع شراء طائرات مقاتلة منذ أف 16، مع طلب أولي من 3000 طائرة. في عام 2001، حسمت شركة لوكهيد مارتن تحقيقًا استمر تسع سنوات أجراه مكتب المفتش العام التابع لناسا بمساعدة وكالة تدقيق عقود الدفاع. دفعت الشركة لحكومة الولايات المتحدة 7.1 مليون دولار بناءً على مزاعم بأن سلفها، شركة لوكهيد للعلوم الهندسية، قدمت مطالبات كاذبة بتكاليف الإيجار إلى وكالة ناسا.
في 12 مايو 2006 ، ذكرت صحيفة واشنطن بوست أنه عندما تولى روبرت ستيفنز الإدارة في شركة لوكهيد مارتن في عام 2004، واجه معضلة أنه في غضون 10 سنوات سيتقاعد 100000 من حوالي 130 ألف موظف في لوكهيد مارتن - أكثر من ثلاثة أرباع -. في 31 أغسطس 2006 ، فازت شركة لوكهيد مارتن بعقد قيمته 3.9 مليار دولار من وكالة ناسا لتصميم وبناء كبسولة CEV، والتي سميت لاحقًا أوريون لصاروخ آريس 1 في برنامج المسمى كوكبة (Constellation). في عام 2009 خفضت ناسا متطلبات طاقم الكبسولة من المقاعد الستة الأولى إلى أربعة لنقلها إلى محطة الفضاء الدولية.
في 13 أغسطس 2008 استحوذت شركة لوكهيد مارتن على وحدة الأعمال الحكومية لشركة نانتيرو انكوربوريشن، وهي شركة طورت أساليب وعمليات لدمج الأنابيب النانوية الكربونية في الأجهزة الإلكترونية من الجيل التالي. في عام 2009، اشترت شركة لوكهيد مارتن شركة يونيتك.

### من عام 2010
في 18 نوفمبر 2010، أعلنت شركة لوكهيد مارتن أنها ستغلق موقعها في إيجان في ولاية مينيسوتا بحلول عام 2013 لتقليل التكاليف وتحسين السعة في مواقعها على الصعيد الوطني. في يناير 2011 وافقت شركة لوكهيد مارتن على دفع مليوني دولار للحكومة الأمريكية لتسوية الادعاءات بأن الشركة قدمت مطالبات كاذبة بشأن عقد حكومي أمريكي بهذا المبلغ. جاءت الادعاءات من عقد مع مركز الموارد المشتركة الرئيسي للمكتب البحري لعلوم المحيطات في ميسيسيبي. في 25 مايو 2011، اشترت شركة لوكهيد مارتن أول نظام للحوسبة الكمومية من شركة ويف دي الكندية. ستتعاون الشركة أيضا مع شركة ويف دي لتحقيق فوائد منصة الحوسبة القائمة على معالج التلدين الكمي، كما هو مطبق على بعض مشكلات الحساب الأكثر صعوبة في شركة لوكهيد مارتن. أبرمت شركة لوكهيد مارتن عقدًا متعدد السنوات يتضمن نظامًا واحدًا وصيانة وخدمات. يُحتمل أن يكون اتفاق وانجاز مهم واستراتيجي لكلا الشركتين.
في 28 مايو 2011 تم الإبلاغ عن هجوم إلكتروني باستخدام ملفات تعرف ب previously stolen EMC التي قد اخترقت مواد حساسة لدى المتعاقدين. من غير الواضح ما إذا كانت حادثة لوكهيد هي الدافع المحدد حيث توضح الاستراتيجية العسكرية الجديدة للولايات المتحدة في 1 يونيو 2011 أن الهجوم الإلكتروني هو سبب الحرب لعمل حرب تقليدي.
في 10 يوليو 2012 أعلنت الشركة أنها ستخفض قوتها العاملة بمقدار 740 عاملاً لتقليل التكاليف والحفاظ على قدرتها التنافسية حسب الضرورة للنمو المستقبلي. وفي 2 أغسطس 2012 صرح نائب الرئيس لتطوير الأعمال جورج ستاندريدج أن شركته قدمت 6 طائرات أخرى من طراز C-130J إلى سلاح الجو الهندي، والتي تجري مناقشات بشأنها مع الحكومة الهندية. في 27 نوفمبر 2012 ، أعلنت شركة لوكهيد مارتن أن مارلين هيوسون ستصبح الرئيس التنفيذي للشركة في 1 يناير 2013

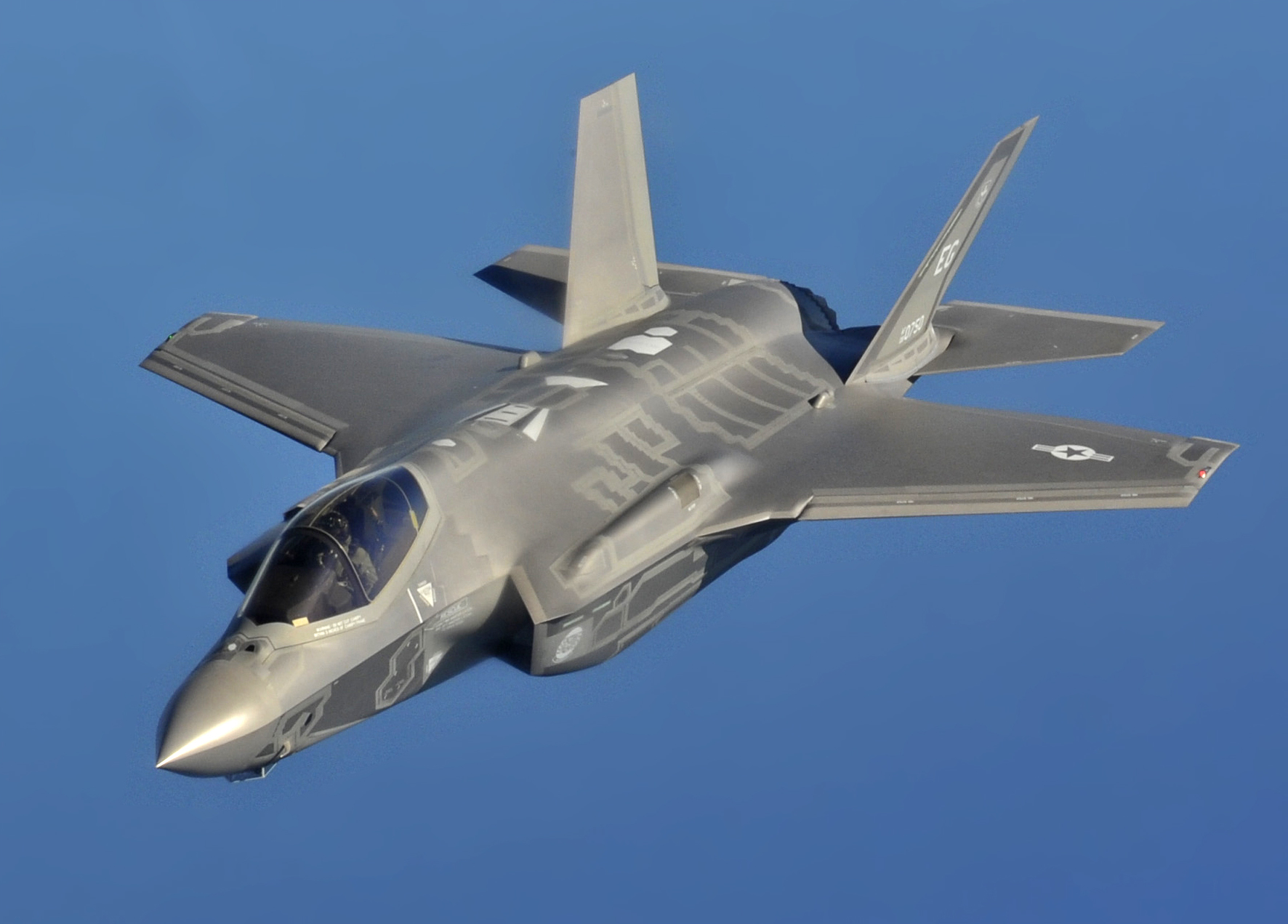
طائرة لوكهيد مارتن F-35 لايتينغ

في 7 يناير 2013 أعلن فرع الشركة في كندا أنه سيحصل على أصول صيانة المحرك وإصلاحه وتجديده من شركة أفيوس فلييت بيرفورمانس ‏ في مونتريال، كيبيك. في 3 يوليو 2013 أعلنت شركة لوكهيد مارتن أنها دخلت في شراكة مع شركة دريم هامر ‏ لاستخدام برنامج الشركة للقيادة والتحكم المتكامل في مركباتها الجوية غير المأهولة. تعاونت الشركة أيضا مع شركة بيل هيليوكوبتر لاقتراح محرك من نوع V-280 Valor المائل لبرنامج
"Future Vertical Lift "FVL.[بحاجة لمصدر] في سبتمبر 2013، استحوذت الشركة على شركة مجموعة Amor للتكنولوجيا ومقرها اسكتلندا، قائلة إن الصفقة ستساعد في خططها للتوسع دوليًا وفي الأسواق غير الدفاعية. في 14 نوفمبر 2013 ، أعلنت شركة لوكهيد أنها ستغلق منشأة أكرون بولاية أوهايو لتسريح 500 موظف وتحويل موظفين آخرين إلى مواقع أخرى.
في مارس 2014، استحوذت شركة لوكهيد مارتن على شركة بيونترا أي جي، وهي شركة تقدم أدوات التخطيط المتكامل والتنبؤ بالطلب للمطارات، وتخطط لتوسيع أعمالها في حلول تكنولوجيا معلومات المطارات التجارية. أيضًا في مارس 2014، أعلنت شركة لوكهيد مارتن عن استحواذها على شركة انداستريال ديفينس. في 2 يونيو 2014، تلقت الشركة عقدًا من البنتاغون لبناء سياج فضائي يتتبع الحطام، ويمنعه من إتلاف الأقمار الصناعية والمركبات الفضائية. في سبتمبر 2014 وافقت شركة لوكهيد مارتن على صفقة لبيع 40 مقاتلة من طراز F-35 إلى كوريا الجنوبية للتسليم بين عامي 2018 و2021 ، مقابل رسوم في حدود 7.06 مليار دولار.

### من عام 2015
في 20 يوليو 2015 أعلنت شركة لوكهيد مارتن عن خطط لشراء طائرات سيكورسكي من شركة يونايتد تكنولوجيز بتكلفة 7.1 مليار دولار. وانتقد البنتاغون الاستحواذ على أنه تسبب في انخفاض المنافسة. في نوفمبر 2015، حصلت عملية الاستحواذ على الموافقة النهائية من الحكومة الصينية، بتكلفة إجمالية قدرها 9 مليارات دولار. تم تعيين دان شولز رئيسًا للشركة الجديدة «لوكهيد مارتن سيكورسكي». عرضت شركة لوكهيد مارتن [متى؟] رسومات تخطيطية لطائرة إستراتيجية ذات محركين وجناحين مختلطتين تشبه في الحجم طائرة C-5. في 31 مارس 2015 ، منحت البحرية الأمريكية شركة لوكهيد مارتن عقدًا بقيمة 362 مليون دولار لبناء سفينة فريدوم كلااس LCS 21 و 79 مليون دولار للمشتريات المتقدمة لـ LCS 23. تم بناء سفن فري دوم كلاس بواسطة Fincantieri Marinette Marine في مارينيت، ويسكونسن. في ديسمبر 2015 فازت شركة لوكهيد بعقد قيمته 867 مليون دولار لمدة سبع سنوات لتدريب الجيل القادم من الطيارين العسكريين في أستراليا. هناك أيضًا خيار في الصفقة لتمديد هذا العقد عبر 26 عامًا مما سيزيد بشكل كبير من قيمة الصفقة.
في أغسطس 2016، اختبرت القوات البحرية الكندية نظام قتالي متكامل للغواصات طورته شركة لوكهيد مارتن. يمثل الاختبار أول استخدام كندا لنظام القتال مع طوربيد MK 48 للوزن الثقيل المسمى variant 7AT.
في مايو 2017، خلال زيارة الرئيس دونالد ترامب إلى المملكة العربية السعودية، وقعت المملكة العربية السعودية صفقات تجارية بقيمة عشرات المليارات من الدولارات مع شركات أمريكية، بما في ذلك شركة لوكهيد مارتن.(انظر: صفقة الأسلحة الأمريكية السعودية 2017)
في 13 أغسطس 2018، أعلنت شركة لوكهيد مارتن أن الشركة قد حصلت على عقد بقيمة 480 مليون دولار من سلاح الجو الأمريكي لتطوير نموذج أولي لسلاح هايبر سونيك تفوق سرعته سرعة الصوت. يمكن لصاروخ تزيد سرعته عن سرعة الصوت أن ينتقل بسرعة ميل واحد في الثانية one mile a second. هذا هو العقد الثاني للأسلحة التي تفوق سرعة الصوت التي حصل عليها مارتن؛ حيث كان العقد الأول كان من سلاح الجو أيضًا وبمبلغ 928 مليون دولار تم الإعلان عنه في أبريل 2018.
في 29 نوفمبر 2018 حصلت الشركة على عقد الخدمات التجارية للحمولة القمرية من قبل وكالة ناسا، مما يجعلها مؤهلة لتقديم عطاءات لتسليم حمولات علمية وتكنولوجية إلى القمر لصالح ناسا، بقيمة 2.6 مليار دولار. تخطط شركة لوكهيد مارتن لاقتراح مركبة هبوط تسمى رسميا McCandless Lunar Lander، والتي سميت على اسم رائد الفضاء الراحل والموظف السابق في الشركة بروس ماك كاندليس 2، الذي أجرى في عام 1984 أول عملية سير في الفضاء بدون شريان حياة للمكوك المداري، باستخدام جهاز Jetpack المصمم بواسطة الشركة. سيعتمد المسبار هذا على التصميم الناجح لمركبتي الإنزال فينيكس و إنسايت InSight Mars landers.
في 11 أبريل 2019 في تمام الساعة 6:35 مساءً بتوقيت شرق الولايات المتحدة، تم إطلاق قمر عربسات-6 أيه بنجاح من مجمع الإطلاق 39 في مركز كينيدي للفضاء. هذا القمر الصناعي هو واحد من اثنين، والآخر هو القمر السعودي للاتصالات-1 المسمى HellasSat-4 وهما "أكثر أقمار الاتصالات التجارية تقدمًا على الإطلاق من قبل شركة لوكهيد مارتن. في 23 سبتمبر 2019 وقعت الشركة مع وكالة ناسا عقدًا بقيمة 4.6 مليار دولار لبناء ستة أو أكثر من كبسولات أوريون لبرنامج أرتميس التابع لناسا لإرسال رواد فضاء إلى القمر.

### من عام 2020
في يناير 2020، منحت انظمة قوات نافالا البحرية ‏ NSSC عقدًا بقيمة 138 مليون دولار لشركة لوكهيد مارتن مع وكيل هندسة أنظمة القتال AEGIS (CSEA). تقوم وحدة LMT Rotary and Mission Systems التابعة للشركة بتطوير ودمج واختبار وتقديم نظام AEGIS Advanced Capability Build (ACB) 20 القتالي المتكامل. سيعمل مارتن على نظام AEGIS في نيو جيرسي. من المتوقع أن يكتمل المشروع بحلول ديسمبر 2020.
في يناير 2020، وجد البنتاغون ما لا يقل عن 800 خطأ برمجي في طائرات F-35 المقاتلة المملوكة للقوات المسلحة الأمريكية خلال مراجعة سنوية. كشفت مراجعات عامي 2018 و2019 عن عدد كبير من العيوب أيضًا. في فبراير 2020، ورد أن شركة لوكهيد مارتن تخطط للحصول على تكنولوجيا الأقمار الصناعية لشركة Vector Launch Inc بعد أن لم تتلق محكمة الإفلاس أي عروض بحلول الموعد النهائي في 21 فبراير. في 20 ديسمبر 2020، أُعلن أن الشركة ستستحوذ على Aerojet Rocketdyne Holdings مقابل 4.4 مليار دولار.

## الوضع المالي
بما يخص السنة المالية 2019، أعلنت شركة لوكهيد مارتن عن أرباح بلغت 6.230 مليار دولار، بإيرادات سنوية قدرها 59.812 مليار دولار بزيادة قدرها 11٪ عن الدورة المالية السابقة. بلغ عدد الأعمال المتراكمة 144.0 مليار دولار في نهاية عام 2019، ارتفاعًا من 130.5 مليار في نهاية عام 2018. وبلغت طلبات الشركات 94.5 مليار دولار في نهاية عام 2019. وتم تداول أسهمها بأكثر من 389 دولارًا أمريكيًا للسهم الواحد. بلغت قيمتها السوقية 109.83 مليار دولار أمريكي في نهاية عام 2019. واحتلت شركة لوكهيد مارتن المرتبة 60 في قائمة Fortune 500 لعام 2019 لأكبر الشركات الأمريكية من حيث إجمالي الإيرادات (أقل من المرتبة 59 في 2018).
| السنة | الدخل مليون $ | الدخل الصافي مليون $ | إجمالي الأصول مليون $ | سعر السهم دولار $ | الموظفين |
| ----- | ------------- | -------------------- | --------------------- | ----------------- | -------- |
| 2005  | 37,213        | 1,825                | 27,744                | 41.78             |          |
| 2006  | 39,620        | 2,529                | 28,231                | 54.52             |          |
| 2007  | 41,862        | 3,033                | 28,926                | 70.93             |          |
| 2008  | 41,372        | 3,217                | 33,439                | 71.54             |          |
| 2009  | 43,867        | 2,973                | 35,111                | 55.94             |          |
| 2010  | 45,671        | 2,878                | 35,113                | 57.35             |          |
| 2011  | 46,499        | 2,655                | 37,908                | 60.85             |          |
| 2012  | 47,182        | 2,745                | 38,657                | 73.10             |          |
| 2013  | 45,358        | 2,981                | 36,188                | 97.53             | 115,000  |
| 2014  | 39,946        | 3,614                | 37,046                | 151.21            | 112,000  |
| 2015  | 40,536        | 3,605                | 49,304                | 187.00            | 126,000  |
| 2016  | 47,248        | 5,302                | 47,806                | 226.05            | 97,000   |
| 2017  | 51,048        | 2,002                | 46,521                | 280.65            | 100,000  |
| 2018  | 53,762        | 5,046                | 44,876                | 261.84            | 105,000  |
| 2019  | 59,812        | 6,230                | 47,528                | 389.38            | 110,000  |

## العقود الحكومية
تلقت شركة لوكهيد مارتن 36 مليار دولار من العقود الحكومية في عام 2008 وحده؛ أكثر من أي شركة في التاريخ. إنها تعمل مع أكثر من عشرين وكالة حكومية من وزارة الدفاع ووزارة الطاقة و وزارة الزراعة ووكالة حماية البيئة الأمريكية. وهي تتشارك في المراقبة ومعالجة المعلومات لوكالة المخابرات المركزية ومكتب التحقيقات الفيدرالي ودائرة الإيرادات الداخلية ووكالة الأمن القومي والبنتاغون ومكتب الإحصاء والخدمة البريدية للولايات المتحدة.
في أكتوبر 2013، أعلنت شركة لوكهيد أنها تتوقع إبرام عقد بقيمة 2.2 مليار دولار مع القوات الجوية الأمريكية لقمرين صناعيين متقدمين للاتصالات العسكرية. بدأت شركة لوكهيد مارتن بالفعل في المساعدة في الانتقال العسكري إلى مصادر الطاقة المتجددة باستخدام الشبكات الصغيرة  التي تعمل بالطاقة الشمسية الكهروضوئية ، وبما أن الجيش يهدف إلى الوصول إلى 25٪ من الطاقة المتجددة بحلول عام 2025 من أجل تحسين الأمن القومي.

## المكانة الاقتصادية والعسكرية للشركة
تعتبر الشركة أكبر شركات العالم على الإطلاق في مجال الصناعات العسكرية، ففي عام 2009 م شكلت مبيعاتها العسكرية 74% من مجمل مبيعاتها،
وكانت 7.1% من مجموع مدفوعات البنتاغون لهذه الشركة حيث بلغت مبيعات الشركة لوزارة الدفاع الأمريكية البنتاغون في عام 2009 م 38.4 مليار دولار.

## مجالات عمل الشركة
تعمل شركة لوكهيد مارتن في أربع مجالات رئيسية هي الصناعات الجوية بنسبة (27%)، والأنظمة الإلكترونية ‏ بنسبة (27%)، وتكنولوجيا المعلومات والحلول الإجمالية بنسبة (%27)، وصناعات الفضاء ‏ بنسبة (19%). بلغ حجم مبيعات الشركة في عام 2009 م 45.2 مليار دولار منها 38.4 مليار دولار لعقود الحكومة الأمريكية بواقع (85%) من إجمالي
مبيعات الشركة، و5.8 مليار دولار كمبيعات للحكومات والشركات خارج أمريكا بواقع (13%) و0.9 مليار دولار بواقع (2%) للقطاع التجاري داخل أمريكا.

## بعض صناعات الشركة

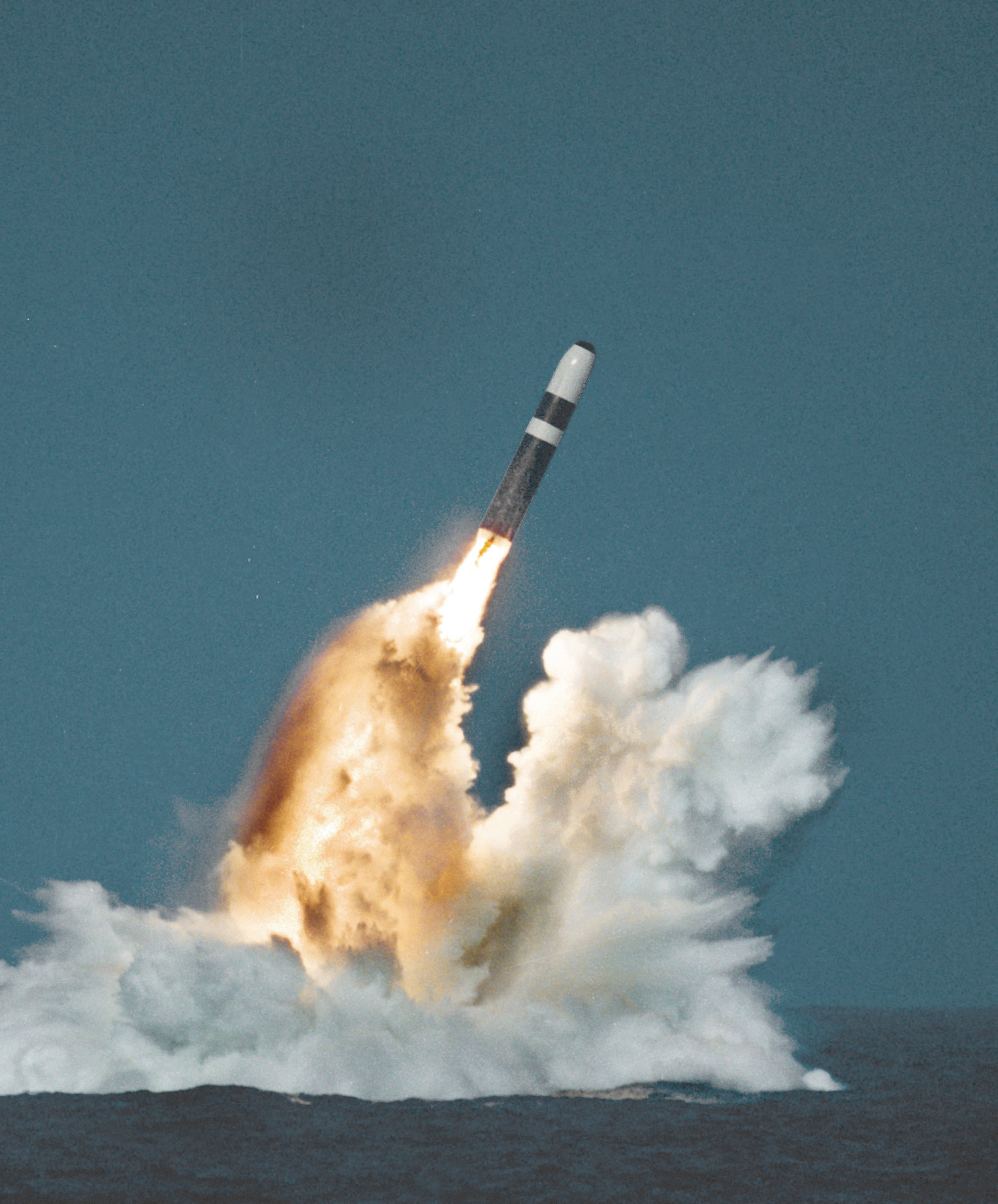
صاروخ ترايدنت 2 في حال الإطلاق

تنتج الشركة طائرات النقل العسكرية والطائرات المقاتلة وأنظمة الرادار والأقمار الصناعية والصواريخ بأنواعها المختلفة
ومنها صاروخ أرض جو وصاروخ قصير المدى وصاروخ باليستي) بالإضافة للعديد من التجهيزات العسكرية المتقدمة.
بعض صناعات الشركة:
- صاروخ ترايدنت
- طائرة بيه-3 أوريون
- الطائرة المقاتلةإف-16 فايتنغ فالكون
- الطائرات المقاتلة إف - 22 رابتور
- الطائرة إف-35 لايتنيغ الثانية
- طائرة النقل سي-130 هيركوليز
- طائرة النقل سي-5 جلاكسي
- الطائرة المقاتلة فلايت هاوك لوكهيد مارتن إيه-4إيه آر فايتنغهوك
- صاروخ تايتان
- خزان الوقود الفضائي
- القمر الصناعي DSCS-3 .
- القمر الصناعي A2100 .
- القمر الصناعي Martin Marietta 3000 .
- القمر الصناعي Martin Marietta 4000 .
- القمر الصناعي Martin Marietta 7000
- القمر الصناعي Tiros-N meteorological satellite .
- القمر الصناعي 1 Vinasat .

## تحقيقات بشبهة الفساد
في 3 مارس 2012، قالت وزارة العدل الأمريكية إن شركة لوكهيد مارتن وافقت على تسوية مزاعم بأن مقاول الدفاع قد باع أدوات قابلة للتلف باهظة الثمن مستخدمة في العديد من العقود. وقالت وزارة العدل إن المزاعم استندت تحديدًا إلى تضخم التكاليف الذي حققته شركة تولز اند ميتالز الفرعية بين عامي 1998 و2005، والذي نقلته شركة لوكهيد مارتن بعد ذلك إلى الحكومة الأمريكية بموجب عقودها. علاوة على ذلك، في مارس 2006، حُكم على تود ب. لوفتيس، الرئيس السابق لـ TMI، بالسجن 87 شهرًا ودفع غرامة قدرها 20 مليون دولار بعد إقراره بالذنب.
في 20 فبراير 2013، امتثلت شركة لوكهيد مارتن كوربوريشن للمحكمة الجزئية الأمريكية في نيويورك، ووافقت على دفع دعوى قضائية بقيمة 19.5 مليون دولار لإتمام معركة قانونية جماعية ضد الاحتيال في الأوراق المالية اتهمت الشركة بخداع المساهمين فيما يتعلق بتوقعات قسم تكنولوجيا المعلومات بالشركة.
في 20 ديسمبر 2014، وافقت شركة لوكهيد مارتن للانضمة المتكاملة Lockheed Martin Integrated Systemsعلى تسوية دعوى قضائية بموجبقانون الادعاءات الكاذبة FCA المعروف بقانون لينكولن[بحاجة لمصدر] بدفع 27.5 مليون دولار لإنهاء الادعاءات القائلة بأنها قد أفرطت عن عمد في دفع تكاليف دافع الضرائب مقابل العمل الذي قام به موظفو الشركة الذين لم يكن لديهم المؤهلات الأساسية ذات الصلة للعقد.

## الإدارة
تتكون الإدارة العليا من الرئيس التنفيذي للمالك والمدير المالي ونواب الرئيس التنفيذيين (EVPs) في أربعة مجالات عمل. EVPs هي المسؤولة عن إدارة البرامج الرئيسية.
في 16 مارس 2020 ، أعلنت شركة لوكهيد أن الرئيس التنفيذي مارلين هيوسون سيصبح الرئيس التنفيذي ويخلفه جيمس تايكليت في منصب الرئيس التنفيذي في 15 يونيو؛ يشغل تايكليت حاليًا منصب رئيس اميريكان تاور ‏، وكان سابقًا رئيس شركة هانيويل الفضائية وقبل ذلك نائب الرئيس في شركة يونايتد تكنولوجيز. أعلنت شركة لوكهيد أيضًا أنها ستنشئ دور كبير مسؤولي التشغيل ومدير العمليات، والذي سيتم ترقية نائب الرئيس التنفيذي الحالي فرانك إيه سانت جون إليه.
يتم تنظيم الموظفين في كل برنامج في أربعة مستويات:
- المستوى 1 - مدير البرنامج / نائب الرئيس
- والفرق الوظيفية من المستوى 2 (المالية، ورئيس المهندسين، والجودة، والعمليات، وما إلى ذلك)
- وفرق المنتجات المتكاملة من المستوى 3 (IPTs) (تطوير نظام الأسلحة، ونظام الأسلحة التكامل، وما إلى ذلك)
- وتطوير المنتجات التفصيلية في المستوى الرابع.

ينتمي عمال الأرضية أو اللمس إلى فرق تجميع المكونات. تدير شركة لوكهيد مارتن علاقتها مع هؤلاء العمال وتحافظ عليها من خلال المشرفين والنقابات.
تدير الشركة الموظفين من خلال برامج القيادة لكافة الاطياف وبرامج LM21. يعتمد برنامج LM21 على مبادئ نظرية الحيود السداسي ، وهي تقنيات لتحسين الكفاءة. تُنشئ الإدارة العليا مجالس القيادة وتعين المديرين لتسهيل تطبيق مبدا كايزن في الإدارة ، التي تستهدف عمليات محددة للتحسين المستمر. يقوم المدير بتسهيل الفرق والعمليات لأصحاب المصلحة والموردين لتبسيط تنفيذ العمليات. يقدم كل من موظفي المستوى الثاني والمستوى الثالث من IPT الوظيفيين تقاريرهم إلى المستوى 1. عملاء IPT مسؤولون عن الأنظمة أو المنتجات الكاملة المحددة في بيان العمل الخاص بالعقد.
للتحكم فينظام الجودة للمنتجات والعملفي الشركة، تقوم شركة لوكهيد مارتن بتدريب وبناء فرق IPT. ويضمن تنفيذ العمل بشكل صحيح من خلال نظام قياس الأداء الفني الذي يؤكد على تطبيق اجرائات وعمليات نظام Lean والحيود السداسي. تستخدم الإدارة الوسطى آليات التزام موازية للالتزام العالي ونظرية العلاقات الإنسانية. يقوم موظفو الأرضية بتجميع الطائرات باستخدام عملية التصنيع من Flow-to-takt  والتي تستخدم خصائص من كل من تقسيم العمل والإدارة العلمية. من خلال فصل المهام على أساس الأجزاء، تستخدم شركة لوكهيد مارتن نظرية تقسيم العمل، ويؤدي التخصص في مجال معين إلى الكفاءة.

### منهجيةالحلزون المزدوجفي الإدارة
«منهجية الحلزون المزدوج» هي منهجية لتطوير الأنظمة تستخدمها شركة لوكهيد مارتن. فهو يجمع بين التجريب والتكنولوجيا ومفهوم العمليات للمقاتل لخلق تكتيكات وأسلحة جديدة.

## وصلات خارجية
- الموقع الرسمي www.lockhedmartin.com
- الموقع الإلكتروني defensenews.com[وصلة مكسورة]